# Korean Air
Korean Air Lines Co., Ltd. (koreanisch 대한 항공, Daehan Hanggong) ist die nationale Fluggesellschaft Südkoreas mit Sitz in Seoul und Basis auf dem Flughafen Incheon. Sie ist Gründungsmitglied der Luftfahrtallianz SkyTeam und sowohl im Passagiertransport als auch in der Luftfracht (Korean Air Cargo) tätig.

## Geschichte

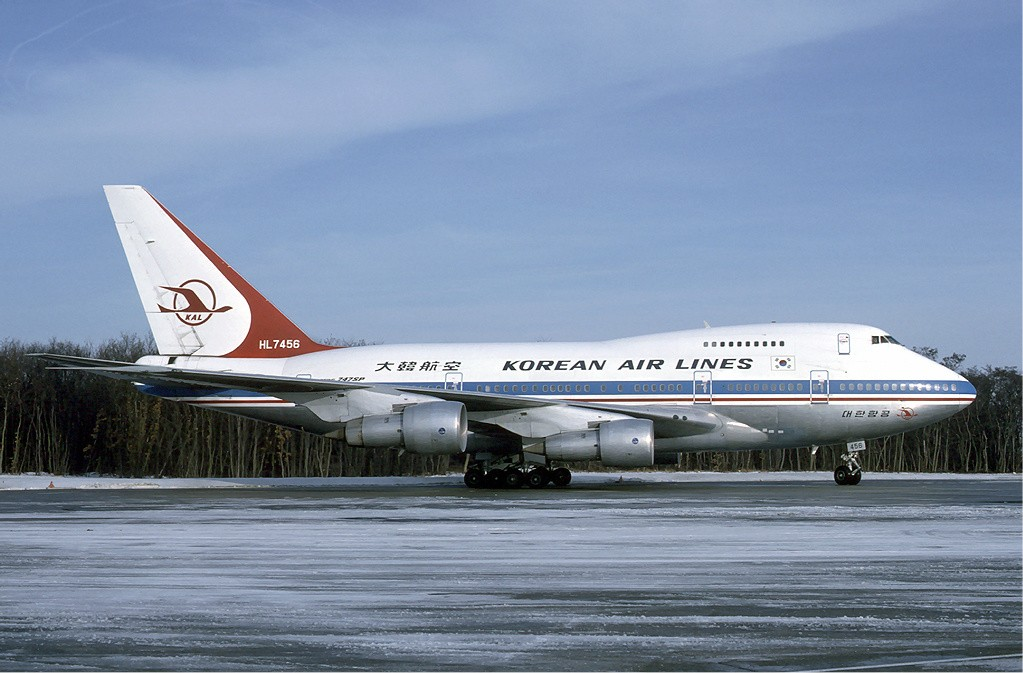
Boeing 747-SP der Korean Air Lines im Jahr 1985

Die Fluggesellschaft wurde 1962 als Korean Air Lines (kurz KAL) gegründet, geht aber auf Korean National Airlines von 1947 zurück.
In den 1960er Jahren befand sich die staatliche Korean Air Lines in einer schweren wirtschaftlichen Krise. Nur durch eine Privatisierung im Jahr 1969 konnte die Fluggesellschaft gerettet werden. Korean Air ist seither mehrheitlich Teil der Hanjin Group, zu der auch die Schiffswerft Hanjin Heavy Industries gehört. Zweitgrößter Anteilhalter der Holdinggesellschaft Hanjin KAL ist seit 2022 die Hoban Group, ein weiterer Großaktionär der Holding ist die staatliche Korea Development Bank (KDB).
In den darauffolgenden Jahren wurde die Fluggesellschaft weiter vergrößert. Im Jahr 1971 wurde eine transpazifische Route nach Amerika eingeführt und erstmals Frachtflüge unter dem Namen Korean Air Cargo durchgeführt. Die ersten bestellten Boeing 747-200 wurden 1973 geliefert. Im Jahr 1975 wurden die ersten Airbus A300 ausgeliefert.
In den 1980er Jahren wurden weitere Ziele, beispielsweise New York City, angeflogen. Nach dem Zusammenbruch der Sowjetunion kamen Routen etwa nach Moskau hinzu.
Am 1. März 1984 erfolgte die Umbenennung in Korean Air.
Im Jahr 2000 gründete Korean Air mit Aeroméxico, Air France und Delta Air Lines die Luftfahrtallianz SkyTeam, welche die zweitgrößte Allianz nach Star Alliance wurde.
Am 23. Oktober 2003 bestellte Korean Air bei Airbus insgesamt zehn A380-800; am 24. Mai 2011 wurde die erste ausgeliefert. Alle Maschinen sind mit einem Duty-free Shop an Bord ausgestattet. Des Weiteren erhielt Korean Air insgesamt 17 Boeing 747-8. Dabei wurde sowohl die Passagiervariante 8I als auch die Frachtversion 8F bestellt.
Im April 2013 übernahm das Unternehmen die knapp 44 % Anteile der tschechischen Konsolidierungsagentur an Czech Airlines für umgerechnet 2,6 Millionen Euro.
Mit der 2007 gegründeten Jin Air betreibt Korean Air eine Billigfluggesellschaft.

### Übernahme von Asiana Airlines
Am 16. November 2020 wurde bekanntgegeben, dass Korean Air 63,9 % an dem einheimischen Konkurrenten Asiana Airlines für 1,62 Milliarden Dollar übernehmen will. Die Billigfluggesellschaften Air Busan und Air Seoul sollen mit Jin Air fusionieren. Alle drei Fluggesellschaften werden danach gemeinsam als Jin Air auftreten.
Für den Zusammenschluss wurden Genehmigungen von Kartellbehörden aus besonders wichtigen Märkten (China, EU, Japan, UK, und USA) sowie dem Heimatmarkt Südkorea benötigt.
Südkorea genehmigte die Übernahme im Februar 2022 unter Auflagen, da unter anderem auf 26 internationalen- und 14 Inlandsstrecken ein Monopol bestehen würde. So muss Korean Air Slots an Mitbewerber abgeben und darf den Flugpreis auf diesen Routen für die nächsten zehn Jahre nicht anheben. Gleichzeitig darf die Anzahl der Sitzplätze nicht verringert werden.
China genehmigte die Übernahme im Dezember 2022, unter der Bedingung, dass Korean Air Slots an Fluggesellschaften abgeben müsse. Das Vereinigte Königreich folgte im März 2023, nachdem Korean Air sich verpflichtete, sieben Slots pro Woche an den Flughäfen Incheon und London-Heathrow an Virgin Atlantic abzugeben. Virgin Atlantic geht dabei ein Codeshare-Abkommen ein und muss diese Slots für mindestens drei Jahre nutzen. Ein Verkauf oder Übertragen dieser Zeitfenster ist innerhalb der drei Jahre nicht gestattet.
Japan erlaubte die Fusion Ende Januar 2024, Korean Air muss allerdings Slots auf Strecken von Südkorea nach Osaka, Sapporo, Nagoya und Fukuoka abgeben.
Die EU äußerte ursprünglich Bedenken, da man weniger Wettbewerb im Passagier- und Luftfrachtmarkt zwischen Korea und der EU fürchtete. Korean Air schlug deshalb im Oktober 2023 vor, Verkehrsrechte auf den Strecken von Seoul nach Barcelona, Frankfurt, Paris und Rom sowie Flugzeuge und Besatzung an die Billigfluggesellschaft T'way Air abzugeben. Außerdem soll die Frachtsparte von Asiana, Asiana Cargo, veräußert werden. Die finale Genehmigung wurde im November 2024 erteilt.
Das US-amerikanische Department of Justice kündigte im Mai 2023 an, den Kauf zu blockieren, falls im Nachgang der Fusion nur noch eine marktbeherrschende Fluggesellschaft auf dem südkoreanischen Markt existieren sollte. Korean Air bot deshalb an, internationale Routen, Flugzeuge und Besatzung an Air Premia abzugeben, was das DOJ aber ablehnte. Das DOJ genehmigte die Übernahme im Dezember 2024.
Weitere Genehmigungen durch „nicht essentielle“ Länder erfolgten durch: Türkei (Feb 2021), Taiwan (Mai 2021), Thailand (Mai 2021), die Philippinen (Mai 2021)*, Malaysia (Sep 2021), Vietnam (Nov 2021), Singapur (Feb 2022) und Australien (Sep 2022).
Korean Air und Air Incheon kündigten im August 2024 an, einen Vertrag zum Verkauf der Frachtsparte von Asiana unterzeichnet zu haben. Der Verkauf im Wert von 322,5 Millionen US-Dollar soll bis Juni 2025 abgeschlossen werden.
Die Übernahme wurde am 12. Dezember 2024 abgeschlossen, Korean Air übernimmt 63,88 % der Anteile für 1,05 Milliarden US-Dollar. Asiana soll bis Ende 2026 weiterhin eigenständig operieren und danach vollständig in Korean Air integriert werden.
Am 11. März 2025 präsentierte man eine neue Corporate Identity. Vorgestellt wurden unter anderem eine neue Bemalung mit neuem Logo sowie ein neues Menü für die Bordverpflegung.

## Korean Air Aerospace Division
Korean Air ist auch in der Luft- und Raumfahrtforschung und -produktion tätig. Die Korean Air Aerospace Division (KAL-ASD) produziert lizenzierte Versionen der Hubschrauber vom Typ MD Helicopters MD 500 und Sikorsky UH-60 sowie die Northrop F-5E/F-Kampfflugzeuge. Rumpfteile sowie Tragflächen für die durch Korea Aerospace Industries in Lizenz gebauten koreanischen General Dynamics F-16 (KF-16) wurden hergestellt, zudem Teile für verschiedene zivile Flugzeugmuster, einschließlich der Boeing 737, Boeing 747, Boeing 777, Boeing 787 sowie für Airbus A330 und Airbus A380.
Im Jahr 1991 entwarf und flog die Aerospace Division das Leichtflugzeug Korean Air Chang-Gong 91. Seit 2004 entwickelt Korean Air auch UAVs, wie die KUS-7, welche 2007 erstmals flog.
Außer der Wartung der eigenen Flugzeuge führt Korean Air auch Wartungen für das amerikanische Militär in Asien durch und unterhält eine Forschungsabteilung mit Schwerpunkt auf Trägersysteme, Satelliten, Verkehrsflugzeuge, Militärflugzeuge, Hubschrauber und Simulationssysteme.
Im Oktober 2012 schloss ein koreanisches Konsortium, darunter Korea Aerospace Industries und Korean Air, eine Vereinbarung mit Bombardier Aerospace, um ein 90-Sitze-Turbopropverkehrsflugzeug zu entwickeln.

## Flugziele
Korean Air fliegt vom Flughafen Incheon nahe Seoul neben Städten innerhalb Südkoreas auch Ziele in Asien, Europa, Ozeanien, Nordamerika sowie im Mittleren Osten an. Im deutschsprachigen Raum werden Frankfurt, Wien und Zürich angeflogen.

## Flotte

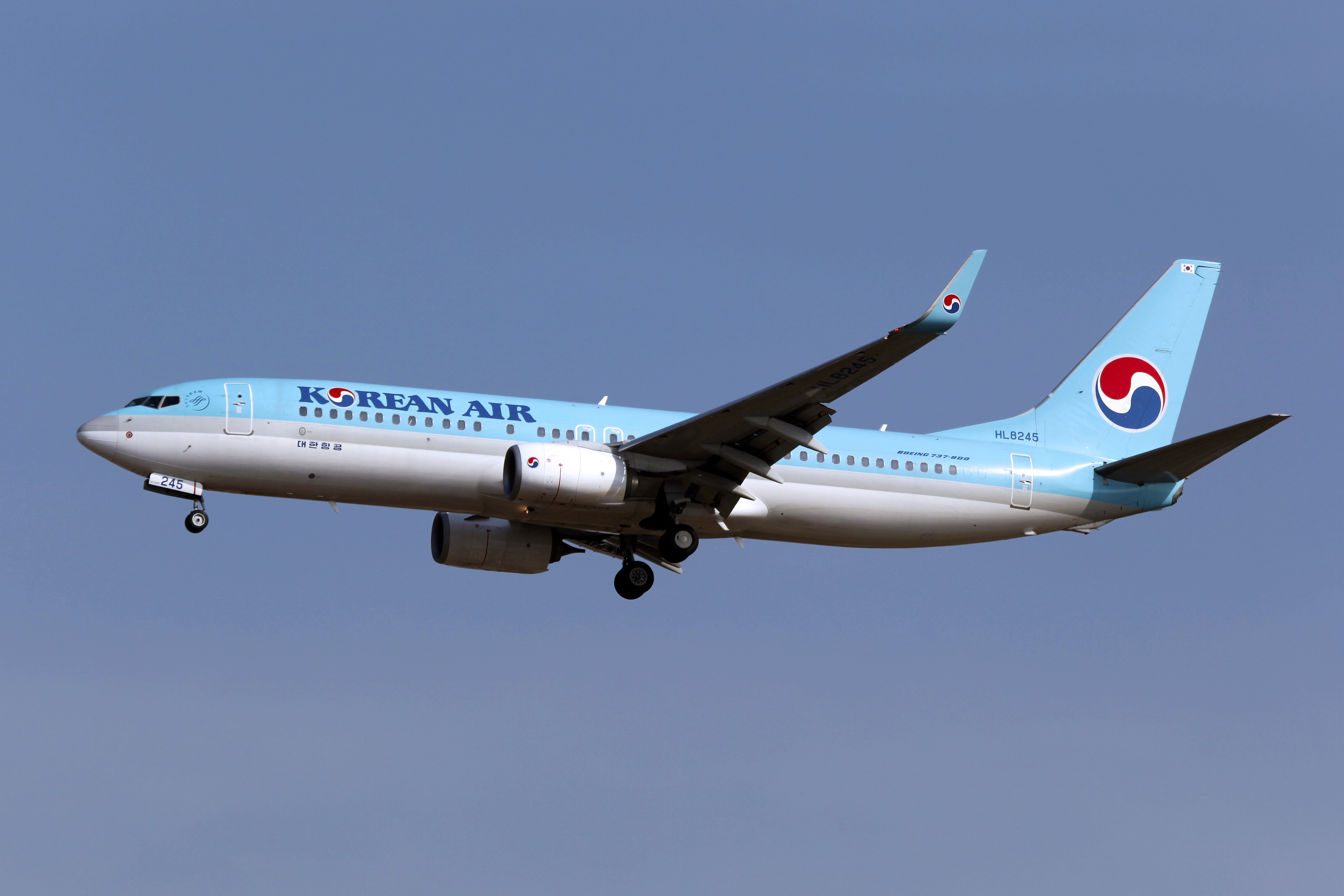
Boeing 737-800 der Korean Air

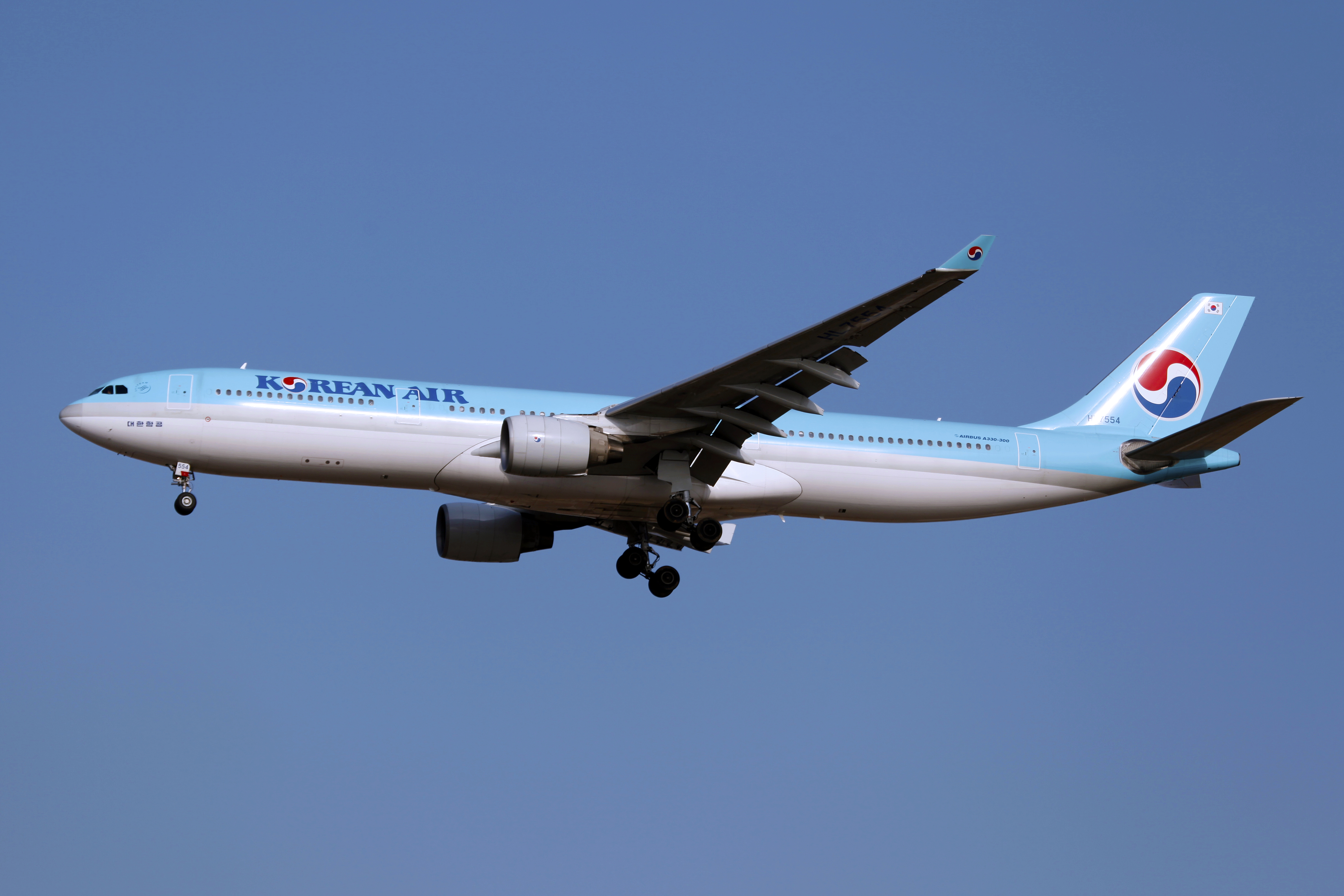
Airbus A330-300 der Korean Air

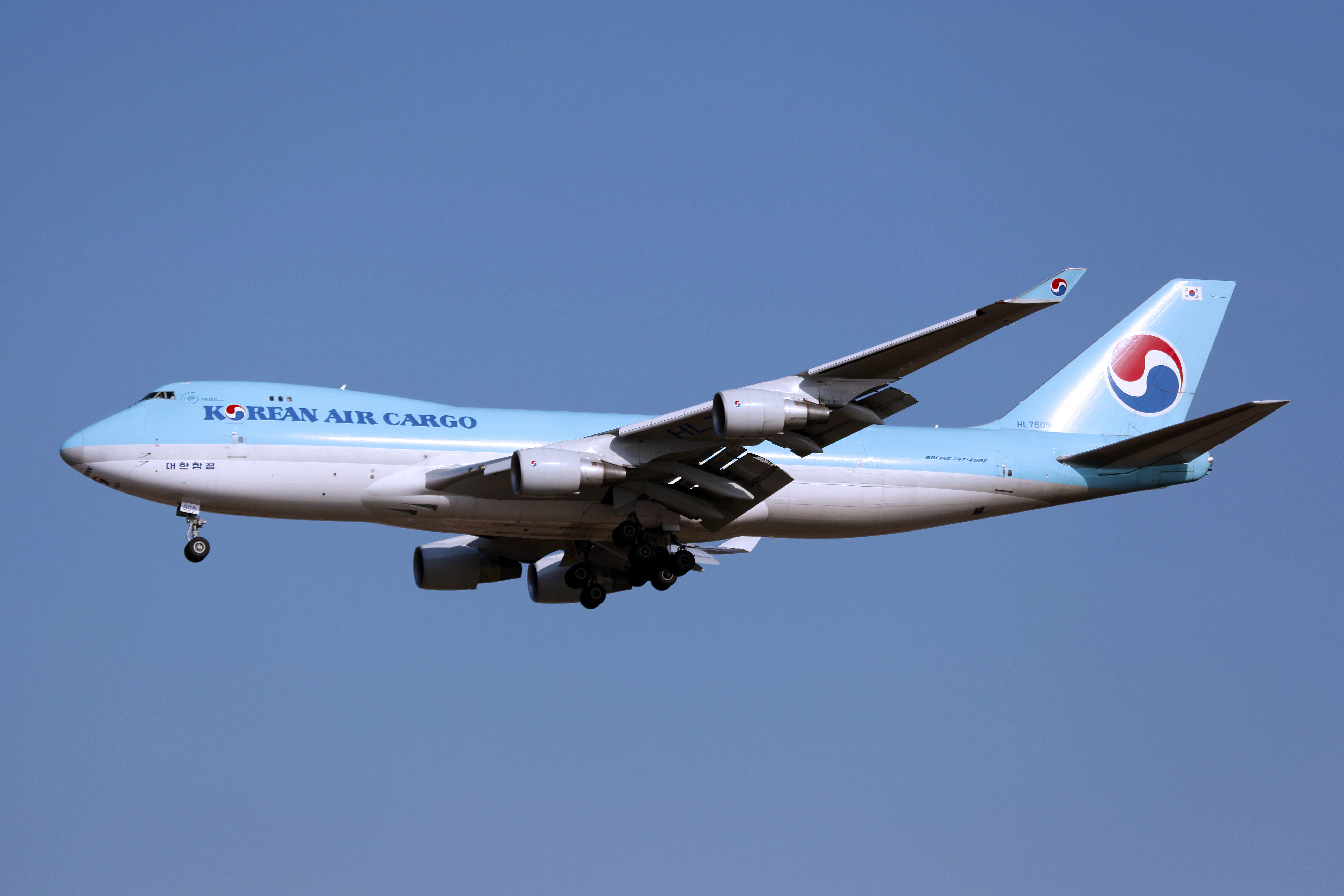
Boeing 747-400ERF der Korean Air Cargo

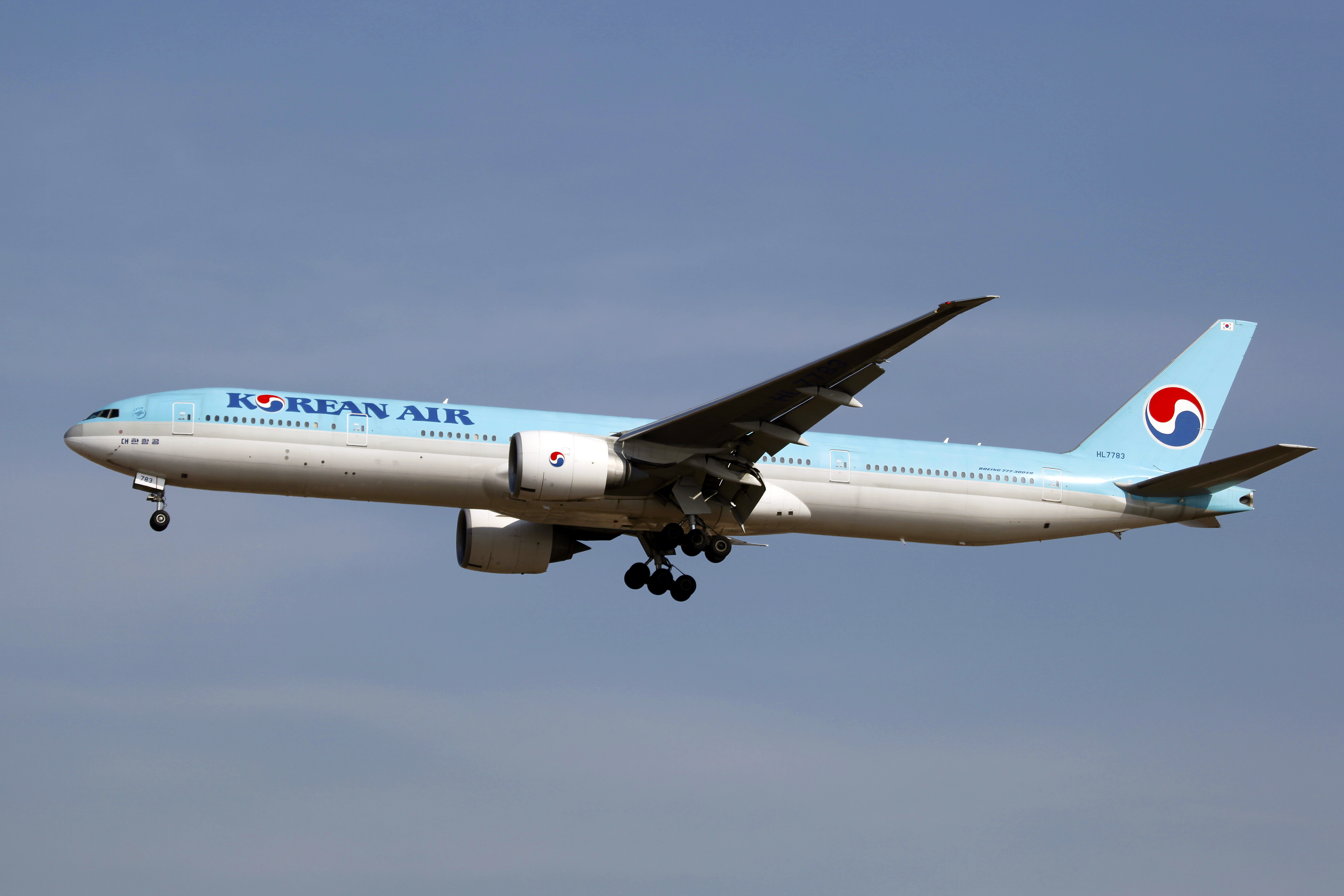
Boeing 777-300ER der Korean Air

### Aktuelle Flotte
Mit Stand August 2025 besteht die Flotte der Korean Air aus 169 Flugzeugen mit einem Durchschnittsalter von 10,9 Jahren:
| Flugzeugtyp                          | Anzahl | bestellt | Anmerkungen                               | Sitzplätze (First/Business/Eco+/Eco)                                  | Durchschnittsalter |
| ------------------------------------ | ------ | -------- | ----------------------------------------- | --------------------------------------------------------------------- | ------------------ |
| Airbus A220-300                      | 010    |          | zwei inaktiv                              | 140 (-/-/-/140)                                                       | 07,2 Jahre         |
| Airbus A321neo                       | 016    | 034      |                                           | 182 (-/8/-/174)                                                       | 01,7 Jahre         |
| Airbus A330-200                      | 06     |          | an T'Way Air verleast                     | 260 (-/18/-/242) 246 (-/18/-/228)                                     | 14,5 Jahre         |
| Airbus A330-300                      | 018    |          | drei inaktiv                              | 284 (-/24/-/260) 276 (-/24/-/252) 272 (-/24/-/248)                    | 19,9 Jahre         |
| Airbus A350-900                      | 02     | 04       |                                           | 311 (-/28/-/283)                                                      | 00,7 Jahre         |
| Airbus A350-1000                     |        | 027      |                                           | – offen –                                                             |                    |
| Airbus A380-800                      | 06     |          | zwei inaktiv; mit Duty-free Shop an Bord  | 407 (12/94/-/301)                                                     | 12,5 Jahre         |
| Boeing 737-800                       | 02     |          | mit Winglets ausgestattet                 | 138 (-/12/-/126)                                                      | 13,8 Jahre         |
| Boeing 737-900                       | 09     |          | eine inaktiv                              | 188 (-/8/-/180)                                                       | 21,9 Jahre         |
| Boeing 737-900ER                     | 06     |          | mit Winglets ausgestattet                 | 173 (-/8/-/165)                                                       | 13,2 Jahre         |
| Boeing 737 Max 8                     | 06     | 07       | zwei inaktiv                              | 158 (-/8/-/150) 146 (-/8/-/138)                                       | 05,2 Jahre         |
| Boeing 737 Max 10                    |        | 012      | Auslieferung vsl. ab Ende 2029            | – offen –                                                             |                    |
| Boeing 747-8                         | 05     |          |                                           | 368 (6/48/-/314)                                                      | 08,9 Jahre         |
| Boeing 777-300                       | 04     |          |                                           | 338 (-/41/-/297)                                                      | 26,2 Jahre         |
| Boeing 777-300ER                     | 027    |          | eine inaktiv; zwei an T'Way Air verleast  | 368 (-/40/32/296) 294 (6/53/34/201) 291 (8/56/-/227) 291 (8/42/-/227) | 11,2 Jahre         |
| Boeing 777-9                         |        | 020      |                                           | – offen –                                                             |                    |
| Boeing 787-9                         | 017    | 03       | eine inaktiv; drei an Air Premia verleast | 344 (-/-/35/309) 278 (-/24/-/254) 269 (-/24/-/245)                    | 07,1 Jahre         |
| Boeing 787-10                        | 010    | 030      | + 10 Optionen                             | 325 (-/36/-/289)                                                      | 00,8 Jahre         |
| Geschäftsreiseflugzeuge              |        |          |                                           |                                                                       |                    |
| Boeing 737-700 (BBJ)                 | 01     |          | mit Winglets ausgestattet                 | VIP                                                                   | 16,0 Jahre         |
| Boeing 787-8                         | 01     |          |                                           | VIP                                                                   | 10,5 Jahre         |
| Frachtflugzeuge der Korean Air Cargo |        |          |                                           |                                                                       |                    |
| Boeing 747-400ERF                    | 04     |          |                                           | Cargo                                                                 | 19,9 Jahre         |
| Boeing 747-8F                        | 07     |          | eine inaktiv                              | Cargo                                                                 | 11,6 Jahre         |
| Boeing 777F                          | 012    |          |                                           | Cargo                                                                 | 10,3 Jahre         |
| Gesamt                               | 169    | 137      |                                           |                                                                       | 10,9 Jahre         |

### Aktuelle Sonderbemalungen
| Flugzeugtyp      | Luftfahrzeugkennzeichen | Bemalung                | Zeitraum        | Bild |
| ---------------- | ----------------------- | ----------------------- | --------------- | --- |
| Airbus A321neo   | HL8557                  | „100th Airbus Aircraft“ | seit April 2024 | |
| Boeing 777-300ER | HL7783                  | „SkyTeam“               | seit April 2015 | |
| Boeing 777-300ER | HL8346                  | „200th Boeing“          | seit Mai 2019   | Bild gesucht Die Wikipedia wünscht sich an dieser Stelle ein Bild. Weitere Infos zum Motiv findest du vielleicht auf der Diskussionsseite . Falls du dabei helfen möchtest, erklärt die Anleitung , wie das geht. |

### Zuvor eingesetzte Flugzeuge

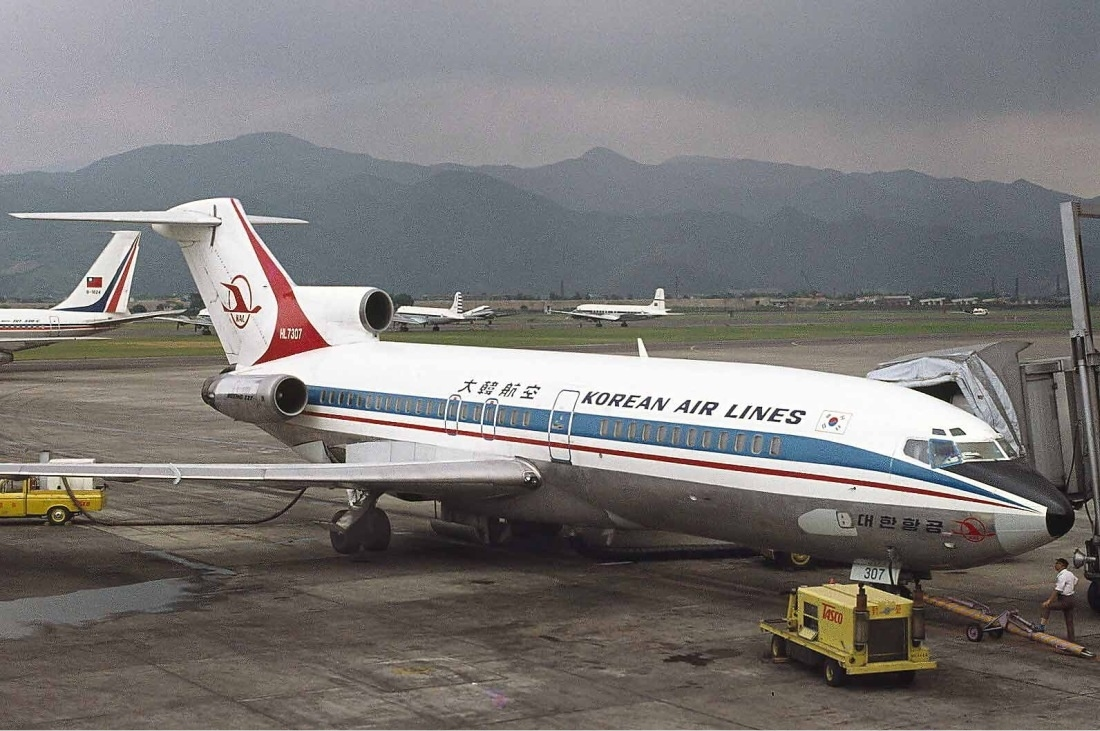
Boeing 727-100 der Korean Air Lines im Jahr 1976

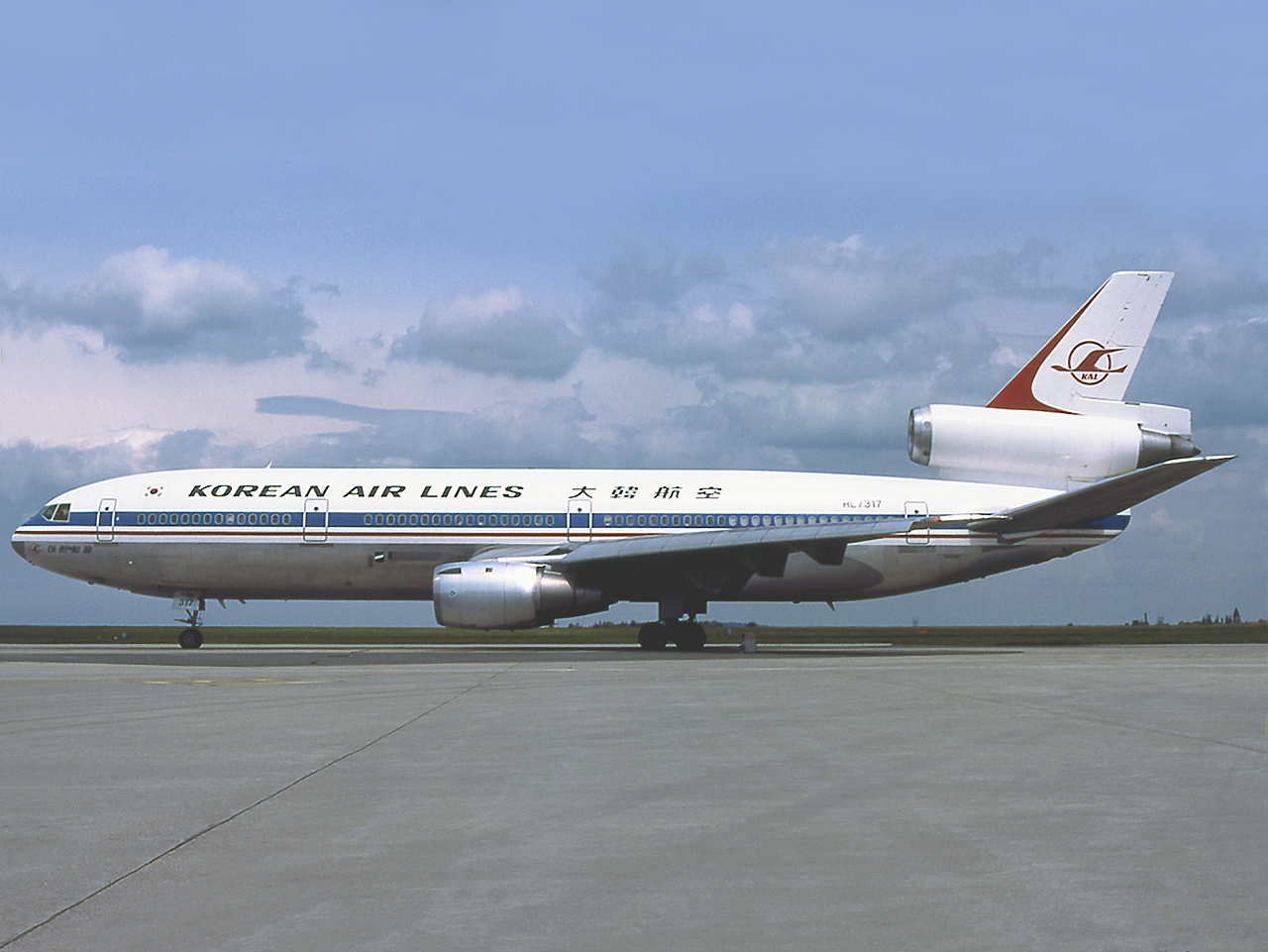
McDonnell Douglas DC-10-30 der Korean Air Lines im Jahr 1983

In der Vergangenheit betrieb Korean Air unter anderem folgende Flugzeugtypen:
- Airbus A300B4-100/600R
- Airbus A330-200
- Boeing 707-300C/320B
- Boeing 720
- Boeing 727-100/-200
- Boeing 747-100
- Boeing 747-200
- Boeing 747-200SF
- Boeing 747-300/400
- Boeing 747-300SF
- Boeing 747-400F
- Boeing 747SP
- Boeing 777-200ER
- CASA C-212
- Douglas DC-3
- Douglas DC-4
- Douglas DC-8
- Douglas DC-9
- Fairchild F-27
- Fokker F-27
- Fokker F28-4000
- Fokker 100
- Lockheed Super Constellation
- Lockheed Starliner
- McDonnell Douglas DC-10-30
- McDonnell Douglas MD-11F
- McDonnell Douglas MD-82
- McDonnell Douglas MD-83
- NAMC YS-11

## Zwischenfälle
Korean Air hatte unter ihren verschiedenen Namen von 1969 bis Juli 2022 insgesamt 17 Totalverluste von Flugzeugen, davon allein fünf Boeing 747 „Jumbo Jet“. Bei 10 davon kamen 726 Personen ums Leben. Auszüge:
- Am 2. August 1976 flog eine intakte Boeing 707-373C (Luftfahrzeugkennzeichen HL7412) auf einem Frachtflug der Korean Air nach dem Start vom Flughafen Teheran-Mehrabad gegen einen Berg, da die Piloten nach rechts statt nach links gesteuert hatten. Alle fünf Personen an Bord kamen dabei ums Leben (siehe auch Korean-Air-Lines-Flug 642).[44]

- Am 20. April 1978 wurde eine Boeing 707-300B auf dem Flug von Paris über Anchorage nach Seoul nahe Murmansk von sowjetischen Abfangjägern beschossen und zur Notlandung gezwungen. Die Maschine änderte in unbeabsichtigter Weise ihren Kurs und drang dadurch in sowjetischen Luftraum ein. Da die Piloten die Aufforderung ignorierten, den Suchoi Su-15 zu folgen, wurden zwei Abfangraketen abgefeuert. Zwei Passagiere verloren dadurch ihr Leben, eine Tragfläche wurde beschädigt. Es kam zu einer Notlandung, nach der die weiteren 97 Passagiere und zwölf Crewmitglieder von den Russen geborgen wurden. (siehe auch Korean-Air-Lines-Flug 902)

- Am 19. November 1980 setzte eine Boeing 747-200B (HL7445) auf dem Flughafen Gimpo rund 100 m vor der Landebahn auf und rutschte auf dem Bauch über das Flughafengelände. Im dabei ausgebrochenen Feuer starben 15 der 212 Menschen an Bord; die Maschine wurde zerstört (siehe auch Korean-Air-Lines-Flug 015).[45]

- Am 1. September 1983 schoss die sowjetische Luftwaffe bei Sachalin eine vom Kurs abgekommene und in den sowjetischen Luftraum eingedrungene Boeing 747-200B ab; alle 269 Insassen starben. (siehe auch Korean-Air-Lines-Flug 007)

- Am 23. Dezember 1983 startete die Besatzung einer McDonnell Douglas DC-10-30 (HL7339) auf dem Flughafen Anchorage von der falschen Startbahn. Dabei rammte das Frachtflugzeug eine mit neun Personen vollbesetzte Piper PA-31 Navajo der South Central Air, überschoss dann das Landebahnende um rund 450 m und wurde irreparabel beschädigt. Alle Insassen beider Maschinen überlebten die Kollision, zum Teil allerdings schwer verletzt.[46]

- Am 29. November 1987 explodierte über der Andamanensee an Bord einer Boeing 707 auf dem Flug von Bagdad über Abu Dhabi, Bangkok nach Seoul eine von zwei nordkoreanischen Agenten an Bord gebrachte Bombe. Die Attentäterin, die nordkoreanische Geheimagentin Kim Hyon-hui, sagte in ihrem fragwürdigen Geständnis aus, sie habe die Bombe auf Weisung Kim Jong-ils an Bord geschmuggelt (siehe auch Korean-Air-Flug 858).[47] Alle 115 Menschen an Bord der Boeing 707-300C kamen ums Leben.

- Am 27. Juli 1989 flog eine McDonnell Douglas DC-10-30 (HL7328) beim Anflug auf den Tripoli International Airport kurz vor der Landung ins Gelände. Neben vier Personen am Boden wurden 75 Flugzeuginsassen getötet (siehe auch Korean-Air-Flug 803).[48]

- Am 25. November 1989 kam es beim Start einer Fokker F28-4000 (HL7285) auf dem Flughafen Gimpo zu einem teilweisen Schubverlust. Die Piloten verloren die Kontrolle und brachen den Start ab, wobei die Maschine über das Landebahnende hinausschoss und zum wirtschaftlichen Totalschaden wurde. Alle 48 Insassen überlebten den Unfall.[49]

- Am 13. Juni 1991 vollzog die Besatzung einer Boeing 727-200 (HL7350) eine Bauchlandung auf dem Flughafen Daegu. Sie hatte vergessen, das Fahrwerk auszufahren, las die vor der Landung vorgeschriebene Checkliste nicht und schaltete das ertönende Warnhorn mittels der zugehörigen Sicherung aus. Obwohl das Flugzeug zerstört wurde, überlebten alle 127 Menschen an Bord den Unfall.[50]

- Am 10. August 1994 setzte ein Airbus A300-600R (HL7350) auf dem Flughafen Jeju bei der Landung erst knapp 1800 m hinter dem Landebahnbeginn auf. Die verbleibenden 1200 m reichten nicht aus, das Flugzeug überrollte das Pistenende mit fast 200 km/h, kollidierte mit Hindernissen und fing Feuer. Dennoch überlebten alle 160 Insassen den Unfall.[51]

- Am 6. August 1997 verunglückte eine Boeing 747-300 in Guam am Flughafen Antonio B. Won Pat.[52] Bei diesem schweren Unfall starben 227 Menschen, 27 überlebten den Absturz (siehe auch Korean-Air-Flug 801).

- Am 5. August 1998 verunglückte eine Boeing 747-400 (HL7350) auf dem Flughafen Gimpo, als der Kapitän die Schubumkehr asymmetrisch bediente, da er sie bei einem Triebwerk nicht aktivierte. Die Maschine kam seitlich von der Landebahn ab, wobei ein Teil des Hauptfahrwerks abgerissen wurde. Alle 395 Menschen an Bord konnten aus der zerstörten Maschine gerettet werden.[53]

- Am 15. März 1999 landeten die Piloten einer McDonnell Douglas MD-83 (HL7570) auf dem Flughafen Pohang mit 20 Knoten (37 km/h) Rückenwind (zulässig waren maximal 10 Knoten). Beim Überrollen des Landebahnendes zerbrach der Rumpf der Maschine in zwei Teile. Alle 156 Insassen überlebten.[54]

- Am 15. April 1999 stürzte eine McDonnell Douglas MD-11F (HL7570) kurz nach dem Start vom Flughafen Shanghai-Hongqiao ab. Aufgrund von Missverständnissen und Unkenntnis wurde ein Sturzflug ins Gelände eingeleitet. Die drei Besatzungsmitglieder der Frachtmaschine wurden getötet, ebenso fünf Unbeteiligte am Boden (siehe auch Korean-Air-Cargo-Flug 6316).[55]

- Am 22. Dezember 1999 verunglückte eine Boeing 747-200F kurz nach dem Start vom Flughafen London-Stansted. Die vier Besatzungsmitglieder überlebten den Unfall nicht. Auslösende Unfallursache war ein defektes, nicht repariertes Fluglageinstrument, dessen Fehlerwarnung die Piloten nicht beachteten. Als der Jet in die Kurve ging, verließ sich der Kommandant auf dieses Instrument, so dass die Maschine außer Kontrolle und in einen Sturzflug geriet (siehe auch Korean-Air-Cargo-Flug 8509).

- Am 23. Oktober 2022 verunglückte ein Airbus A330-300 der Korean Air (HL7525) bei der Landung auf dem internationalen Flughafen Mactan-Cebu (Philippinen). Nach zweimaligem Durchstarten rollte die Maschine hierbei 360 Meter über das Ende der 3310 Meter langen Landebahn hinaus. Mehrere Passagiere erlitten dabei leichte Verletzungen. Das Flugzeug wurde irreparabel beschädigt.[56][57][58]

## Nuss-Affäre
Am 5. Dezember 2014 verzögerte sich der Flug 086 von New York City nach Seoul-Incheon mit einer A380-800, weil ein Flugbegleiter Frau Cho Hyun-ah in der Ersten Klasse Macadamianüsse erstens unaufgefordert und zweitens in der Verpackung und nicht in einer Schale serviert hatte. Erzürnt setzte sie daraufhin durch, dass das Flugzeug zum Gate umkehrte und der Purser als Chef des Flugbegleiters das Flugzeug verließ. Frau Cho Hyun-ah ist die Tochter von Cho Yangho, dem Chef der Fluggesellschaft, und zu dem Zeitpunkt selber im Management der Fluggesellschaft tätig. Der Familie Cho gehören 10 % der Anteile an Korean Air. Eine Woche später trat sie von allen Ämtern zurück und entschuldigte sich öffentlich. Der Fall hatte hohe Wellen geschlagen und galt als Symbol für eine Generation „arroganter und verwöhnter Nachkommen“ einflussreicher familiengeführter südkoreanischer Unternehmen. Am 24. Dezember 2014 verhaftete die koreanische Polizei einen mit der Untersuchung betrauten Mitarbeiter des Transportministeriums, der sich mit dem Purser via Textnachrichten und Anrufe ausgetauscht haben soll. Der Purser wiederum steht wegen Vernichtung und Vorenthaltung von Beweismaterial unter Verdacht. Anfang 2015 wurde Cho Hyun-ah zu einem Jahr Gefängnisstrafe verurteilt. Im Mai 2015 ist die Strafe im Berufungsverfahren in 2. Instanz in eine zehnmonatige Haftstrafe zur Bewährung auf zwei Jahre gemildert worden. Der Flugbegleiter erhielt eine finanzielle Entschädigung von umgerechnet 16.000 Euro.